# Jang Su-jeong
| Posities op de WTA-ranglijst Positie per einde seizoen: \| jaar \| rang enkelspel \| rang dubbelspel \| \| ---- \| -------------- \| --------------- \| \| 2011 \| 530 \| 1229 \| \| 2012 \| 526 \| 1064 \| \| 2013 \| 336 \| 371 \| \| 2014 \| 265 \| 343 \| \| 2015 \| 202 \| 241 \| \| 2016 \| 150 \| 465 \| \| 2017 \| 179 \| 391 \| \| 2018 \| 201 \| 418 \| \| 2019 \| 281 \| 465 \| \| 2020 \| 323 \| 463 \| \| 2021 \| 255 \| 351 \| \| 2022 \| 115 \| 131 \| |                |                 |
| jaar | rang enkelspel | rang dubbelspel |
| 2011 | 530            | 1229            |
| 2012 | 526            | 1064            |
| 2013 | 336            | 371             |
| 2014 | 265            | 343             |
| 2015 | 202            | 241             |
| 2016 | 150            | 465             |
| 2017 | 179            | 391             |
| 2018 | 201            | 418             |
| 2019 | 281            | 465             |
| 2020 | 323            | 463             |
| 2021 | 255            | 351             |
| 2022 | 115            | 131             |

Dit is een Koreaanse naam; de familienaam is Jang.
Jang Su-jeong (Busan, 13 maart 1995) is een tennisspeelster uit Zuid-Korea. Jang begon met tennis toen zij negen jaar oud was. Haar favoriete ondergrond is hardcourt. Zij speelt rechtshandig en heeft een tweehandige backhand. Zij is actief in het internationale tennis sinds 2009.

## Loopbaan

### Enkelspel
Jang debuteerde in 2009 op het ITF-toernooi van Gimcheon (Zuid-Korea). Zij stond in 2012 voor het eerst in een finale, op het ITF-toernooi van Andijan (Oezbekistan) – zij verloor van de Oezbeekse Sabina Sharipova. In 2014 veroverde Jang haar eerste titel, op het ITF-toernooi van Salisbury (Australië), door de Chinese Wang Yafan te verslaan. In oktober 2016 drong zij tweemaal door tot de finale van een ITF-toernooi. Daardoor kwam zij op 31 oktober binnen in de top 150 van de WTA-ranglijst. Tot op heden(juni 2023) won zij twaalf ITF-titels, de meest recente in 2023 in Kofu (Japan).
In 2013 speelde Jang voor het eerst op een WTA-hoofdtoernooi, op het toernooi van Seoel. Zij bereikte er de kwartfinale, door onder meer de als vierde geplaatste Klára Zakopalová (WTA-34) te verslaan. Zij stond in 2017 voor het eerst in een WTA-finale, op het toernooi van Hawaï – zij verloor van de Chinese Zhang Shuai.
In 2022 had Jang haar grandslamdebuut op het Australian Open. In juli won zij haar eerste WTA-titel, op het toernooi van Båstad – in de finale versloeg zij de Spaanse Rebeka Masarova.
Haar hoogste notering op de WTA-ranglijst is de 114e plaats, die zij bereikte in juli 2022.

### Dubbelspel
Jang was in het dubbelspel minder actief dan in het enkelspel. Zij debuteerde in 2009 op het ITF-toernooi van Gimcheon (Zuid-Korea), samen met landgenote Lee So-ra. Zij stond in 2012 voor het eerst in een finale, op het ITF-toernooi van Yeong Wol (Zuid-Korea), samen met landgenote Han Na-lae – zij verloren van het Zuid-Koreaanse duo Kim Sun-jung en Yu Min-hwa. In 2013 veroverde Jang haar eerste titel, op het ITF-toernooi van Bundaberg (Australië), samen met landgenote Lee So-ra, door het duo Miki Miyamura en Varatchaya Wongteanchai te verslaan. Tot op heden(juni 2023) won zij vijftien ITF-titels, de meest recente in 2023 in Gifu (Japan).
In 2012 speelde Jang voor het eerst op een WTA-hoofdtoernooi, op het toernooi van Pune, samen met landgenote Lee So-ra. Zij stond in 2022 voor het eerst in een WTA-finale, op het toernooi van Buenos Aires, samen met de Chinese You Xiaodi – zij verloren van het koppel Irina Maria Bara en Sara Errani.
In maart 2023 bereikte Jang tweemaal een ITF-finale in Astana (Kazachstan), samen met landgenote Han Na-lae – hierdoor maakte zij haar entrée tot de top 100 van de wereldranglijst. In juni veroverde Jang haar eerste WTA-titel, op het toernooi van Gaiba, samen met landgenote Han Na-lae, door het Poolse koppel Weronika Falkowska en Katarzyna Piter te verslaan.
Haar hoogste notering op de WTA-ranglijst is de 82e plaats, die zij bereikte in mei 2023.

### Tennis in teamverband
In de periode 2014–2022 maakte Jang deel uit van het Zuid-Koreaanse Fed Cup-team – zij behaalde daar een winst/verlies-balans van 16–11.

## Palmares
| Legenda                 |
| ----------------------- |
| Grandslamtoernooi       |
| Olympische Spelen       |
| Year-End Championships  |
| Premier Mandatory       |
| Premier Five / WTA 1000 |
| Premier / WTA 500       |
| International / WTA 250 |
| Challenger / WTA 125    |

### WTA-finaleplaatsen enkelspel
| nr.              | finale     | toernooi   | ondergrond | tegenstandster  | score         |         |
| ---------------- | ---------- | ---------- | ---------- | --------------- | ------------- | ------- |
| gewonnen finales |            |            |            |                 |               |         |
| 1.               | 2022-07-09 | WTA Båstad | gravel     | Rebeka Masarova | 3-6, 6-3, 6-1 | details |
| verloren finales |            |            |            |                 |               |         |
| 1.               | 2017-11-26 | WTA Hawaï  | hardcourt  | Zhang Shuai     | 6-0, 2-6, 3-6 | details |

### WTA-finaleplaatsen vrouwendubbelspel
| nr.              | finale     | toernooi         | ondergrond | partner    | tegenstandsters                    | score            |         |
| ---------------- | ---------- | ---------------- | ---------- | ---------- | ---------------------------------- | ---------------- | ------- |
| gewonnen finales |            |                  |            |            |                                    |                  |         |
| 1.               | 2023-06-24 | WTA Gaiba        | gras       | Han Na-lae | Weronika Falkowska Katarzyna Piter | 6-3, 3-6, [10-6] | details |
| verloren finales |            |                  |            |            |                                    |                  |         |
| 1.               | 2022-11-20 | WTA Buenos Aires | gravel     | You Xiaodi | Irina Maria Bara Sara Errani       | 1-6, 5-7         | details |
| 2.               | 2023-07-15 | WTA Båstad       | gravel     | Eri Hozumi | Irina Chromatsjova Panna Udvardy   | 6-4, 3-6, [5-10] | details |

### Gewonnen ITF-toernooien enkelspel
| nr. | finale     | toernooi   | dotatie | ondergrond    | tegenstandster in finale | score         |
| --- | ---------- | ---------- | ------- | ------------- | ------------------------ | ------------- |
| 01. | 2014-02-23 | Salisbury  | $15.000 | hardcourt     | Wang Yafan               | 6-3, 7-6      |
| 02. | 2014-03-09 | Mildura    | $15.000 | gras          | Alison Bai               | 6-1, 6-3      |
| 03. | 2014-05-25 | Karuizawa  | $25.000 | gras          | Arina Rodionova          | 6-4, 6-3      |
| 04. | 2015-03-01 | Clare      | $15.000 | hardcourt     | Pia König                | 6-3, 6-3      |
| 05. | 2015-03-28 | Bangkok    | $15.000 | hardcourt     | Miyabi Inoue             | 6-2, 6-4      |
| 06. | 2016-04-10 | Kashiwa    | $25.000 | hardcourt     | Wang Yafan               | 6-4, 1-6, 6-3 |
| 07. | 2019-07-28 | Nonthaburi | $25.000 | hardcourt     | Xun Fangying             | 6-1, 2-6, 6-4 |
| 08. | 2021-03-21 | Antalya    | $15.000 | gravel        | Mai Hontama              | 4-6, 6-3, 6-2 |
| 09. | 2021-08-22 | Oldenzaal  | $25.000 | gravel        | Malene Helgø             | 6-3, 6-2      |
| 10. | 2022-04-03 | Canberra   | $60.000 | gravel        | Yuki Naito               | 6-7, 6-1, 6-4 |
| 11. | 2023-03-12 | Astana     | $60.000 | hardcourt (i) | Moyuka Uchijima          | 6-1, 6-4      |
| 12. | 2023-04-02 | Kofu       | $25.000 | hardcourt     | Han Na-lae               | 2-6, 6-3, 6-2 |

## Resultaten grandslamtoernooien
| Legenda | Legenda                          |
| ------- | -------------------------------- |
| g.t.    | geen toernooi gehouden           |
| l.c.    | lagere categorie                 |
| –       | niet deelgenomen                 |
| G       | uitgeschakeld in de groepsfase   |
| 1R      | uitgeschakeld in de eerste ronde |
| 2R      | uitgeschakeld in de tweede ronde |
| 3R      | uitgeschakeld in de derde ronde  |
| 4R      | uitgeschakeld in de vierde ronde |
| KF      | uitgeschakeld in de kwartfinale  |
| HF      | uitgeschakeld in de halve finale |
| F       | de finale verloren               |
| W       | het toernooi gewonnen            |
| w-v     | winst/verlies-balans             |

### Enkelspel
| toernooi        | 2022 |
| --------------- | ---- |
| Australian Open | 1R   |
| Roland Garros   | –    |
| Wimbledon       | –    |
| US Open         | –    |